# Německá akademie věd Leopoldina
Německá akademie přírodních věd Leopoldina (Deutsche Akademie der Naturforscher Leopoldina), krátce Leopoldina, je sdružení německých vědců, založené roku 1652, od roku 1687 s latinským přívlastkem Leopoldina (podle císaře Leopolda I.) a od roku 2008 s názvem „Leopoldina – Národní akademie věd“ (Leopoldina – Nationale Akademie der Wissenschaften). Od roku 1878 sídlí v Halle a v roce 2013 měla 1472 členů, z toho více než čtvrtina jsou zahraniční vědci.

## Historie
Akademii založili podle italského vzoru čtyři lékaři ve Schweinfurtu jako soukromou společnost Academia naturae curiosorum („Akademie zvědavých na přírodu“) pod předsednictvím městského lékaře J. L. Bausche. Dali si za úkol shromáždit a publikovat encyklopedický souhrn všech vědomostí o přírodě, od antiky po současnost, pokud mohou být užitečné lékařům. Jako první vyšla 1661 Ampelographia, kniha o vinné révě. Od roku 1670 vydávala ročenku Miscellanea curiosa, věnovanou císaři Leopoldovi I., který jí roku 1687 udělil výsady „císařské akademie“: byla zbavena cenzury, její předseda i redaktor ročenky se stávali dvorními lékaři a dostávali šlechtický titul. Prostřednictvím ročenky komunikovala Leopoldina s podobnými společnostmi, zejména s Královskou společností v Londýně, a získala si i mezinárodní uznání.
Od roku 1731 měla svoji knihovnu, ale „sídlila“ vždy v domově předsedy a dlouho se držela osvícenského pojetí vědy z konce 18. století. Teprve roku 1872 se přizpůsobila trendům moderní vědy, rozdělila se na sekce, dostala senát, složený ze zástupců sekcí a dalších významných osobností a roku 1878 dostala pevné sídlo v Halle. Od té doby však byli předsedy jen profesoři tamní univerzity, takže akademie dostala provinciální ráz. Od roku 1924 se zavedla pravidelná měsíční zasedání, ale roku 1933 přestala přijímat židovské členy a do roku 1938 vyloučila 94 členů, včetně A. Einsteina. Devět z nich zahynulo v koncentračních táborech. V poválečné době se Akademie scházela střídavě ve Schweinfurtu a v Halle, jenže od roku 1961 už východoněmečtí vědci nemohli na západ cestovat. Vedení se však podařilo celoněmecký charakter uhájit a po roce 1989 v plném rozsahu obnovit.

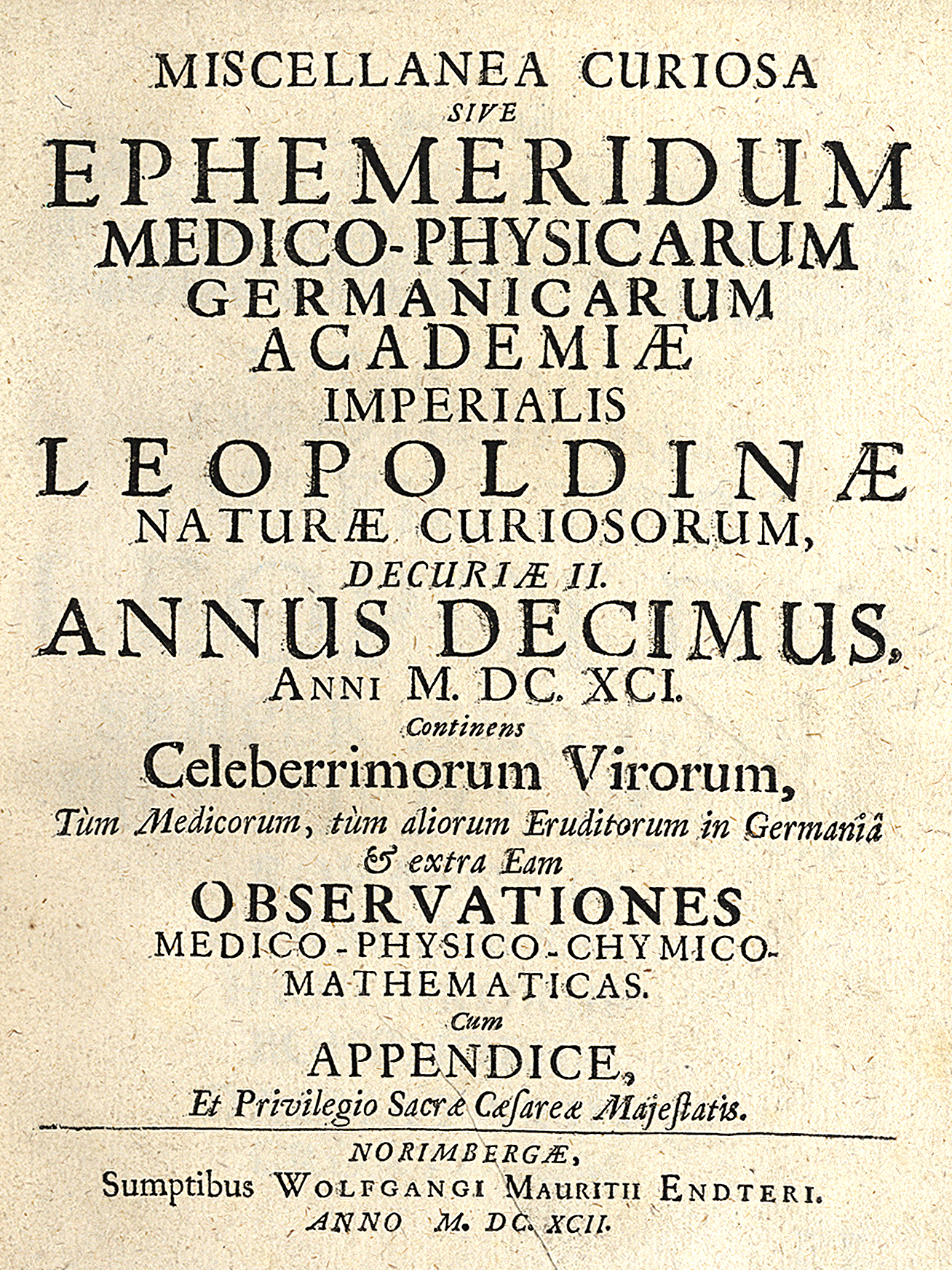
Titulní list Miscellanea curiosa, 1692

## Poslání a činnost
Od roku 2008 je Leopoldina Národní akademií věd, která má plnit hlavně tyto úkoly:
- Nezávisle na hospodářských a politických zájmech vědecky zkoumat celospolečensky významná témata
- Pomáhat vládám formulovat cíle, strategie a politiky a vysvětlovat je veřejnosti
- Doma i v zahraničí je obhajovat a zastupovat.

K tomu zejména:
- Pořádá vědecké konference, přednášky a kongresy
- Ustavuje komise a zveřejňuje jejich výsledky
- Uděluje ceny a vyznamenání
- Podporuje mladé vědce.

V roce 2013 pracovaly komise pro tato témata:
- Zdraví
- Demografické změny
- Vědy o živém
- Klimatické změny, energie a prostředí
- Etika vědy
- Vztah veřejnosti k vědě
- Prognóza věd

Vedle titulu „čestného člena“, který Leopoldina uděluje od roku 1922 omezenému počtu vědců, uděluje celou řadu cen a medailí v různých oborech. Vypisuje také stipendia pro mladé vědce a roku 2000 založila „Mladou akademii“, která sdružuje 50 mladých vědců a podporuje zejména interdisciplinární bádání.
Vydává časopis Nova Acta Leopoldina, který publikuje výsledky její činnosti, a časopis Acta Historica Leopoldina, věnovaný dějinám vědy a akademie. Roku 2011 ukončila vydávání přírodovědeckých spisů J. W. Goetha ve 29 svazcích.

## Organizace
Hlavním orgánem je plenární zasedání, které navrhuje a volí nové členy. Počet aktivních členů (do 75 let) je omezen na 1000 a členství patří k nejvyšším vědeckým vyznamenáním v Německu. Každý člen patří do jedné ze čtyř sekcí a každá sekce si volí jednoho zástupce do senátu. Členy senátu jsou i další významné osobnosti vědy a veřejného života a senát volí na pětileté období členy předsednictva. Předsednictvo se schází jednou měsíčně, volí si předsedu (obvykle profesora z Halle) a rozhoduje o všech důležitých věcech akademie.